# Droga wojewódzka nr 454
Droga wojewódzka nr 454 (DW454) – droga wojewódzka o długości 51 km, leżąca na obszarze województwa opolskiego. Trasa ta łączy Opole z Namysłowem, a także z DK45 DK46 DK94. Droga leży na terenie powiatów opolskiego i namysłowskiego.

## Miejscowości leżące przy trasie DW454
- Opole (DK45 DK46 DK94)
- Czarnowąsy
- Dobrzeń Mały (DW465)
- Dobrzeń Wielki (DW457)
- Kup (DW461)
- Ładza
- Pokój
- Zieleniec
- Krogulna
- Miejsce
- Świerczów
- Biestrzykowice
- Jastrzębie
- Ziemiełowice
- Namysłów (DK39)